# بوبي جو ايسبوسيتو
بوبي جو ايسبوسيتو (بالإنجليزية: Bobby Joe Esposito) (12 ديسمبر 1964 ببيت لحم في الولايات المتحدة - ) هو مدرب كرة قدم ولاعب كرة قدم أمريكي في مركز الهجوم. لعب مع لوس أنجلوس لايزرز وCalifornia Kickers ‏ وBaltimore Blast ‏ وكليفلاند فورس ‏ وKansas City Attack ‏ وفيلادلفيا كيكس ‏.